# Täckdike

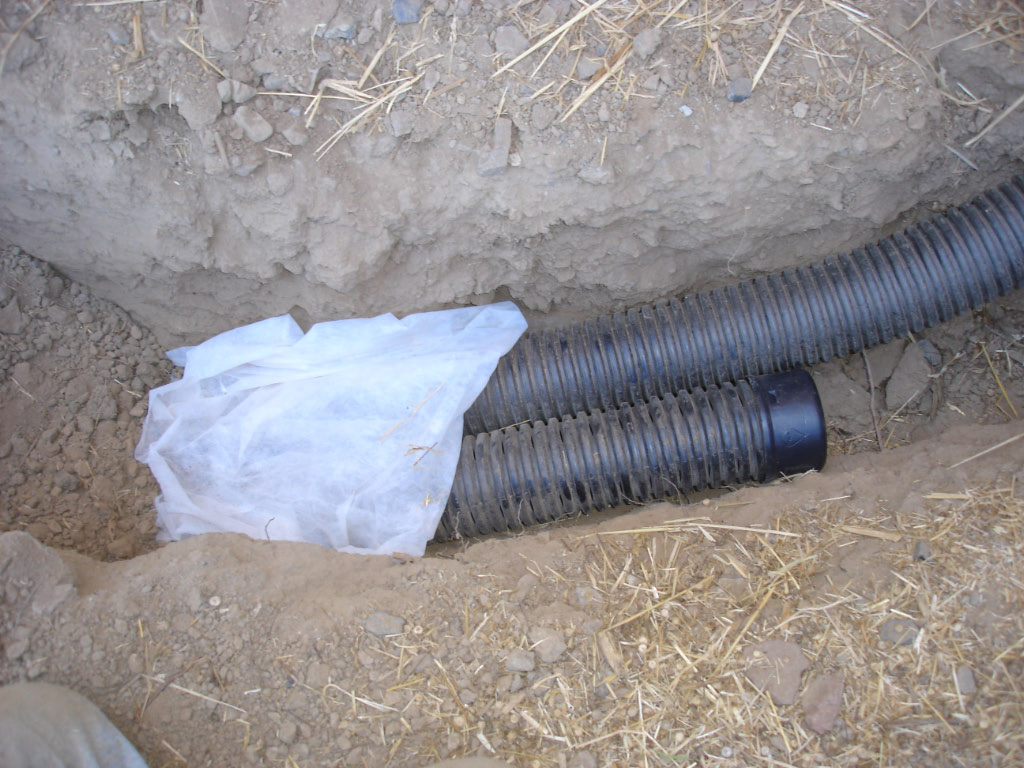
Nedlagda rör till täckdike.

Täckdike är ett artificiellt övertäckt dike som inte syns ovanför markytan. Täckdiken används ofta för dränering av åkermark, golfbanor och husgrunder, där öppna diken medför betydande olägenheter. Täckdikning är juridiskt sett en form av markavvattning.
På åkermark uppfattas öppna diken ofta som ett betydande odlingshinder av lantbrukaren. Det är dock inte längre tillåtet att lägga igen öppna diken, då dessa är biotopskyddade enligt kapitel 7 § 11 i miljöbalken. Dikning har i många områden lett till en kraftigt störd hydrologi med ett påverkat akvatiskt ekosystem som följd.

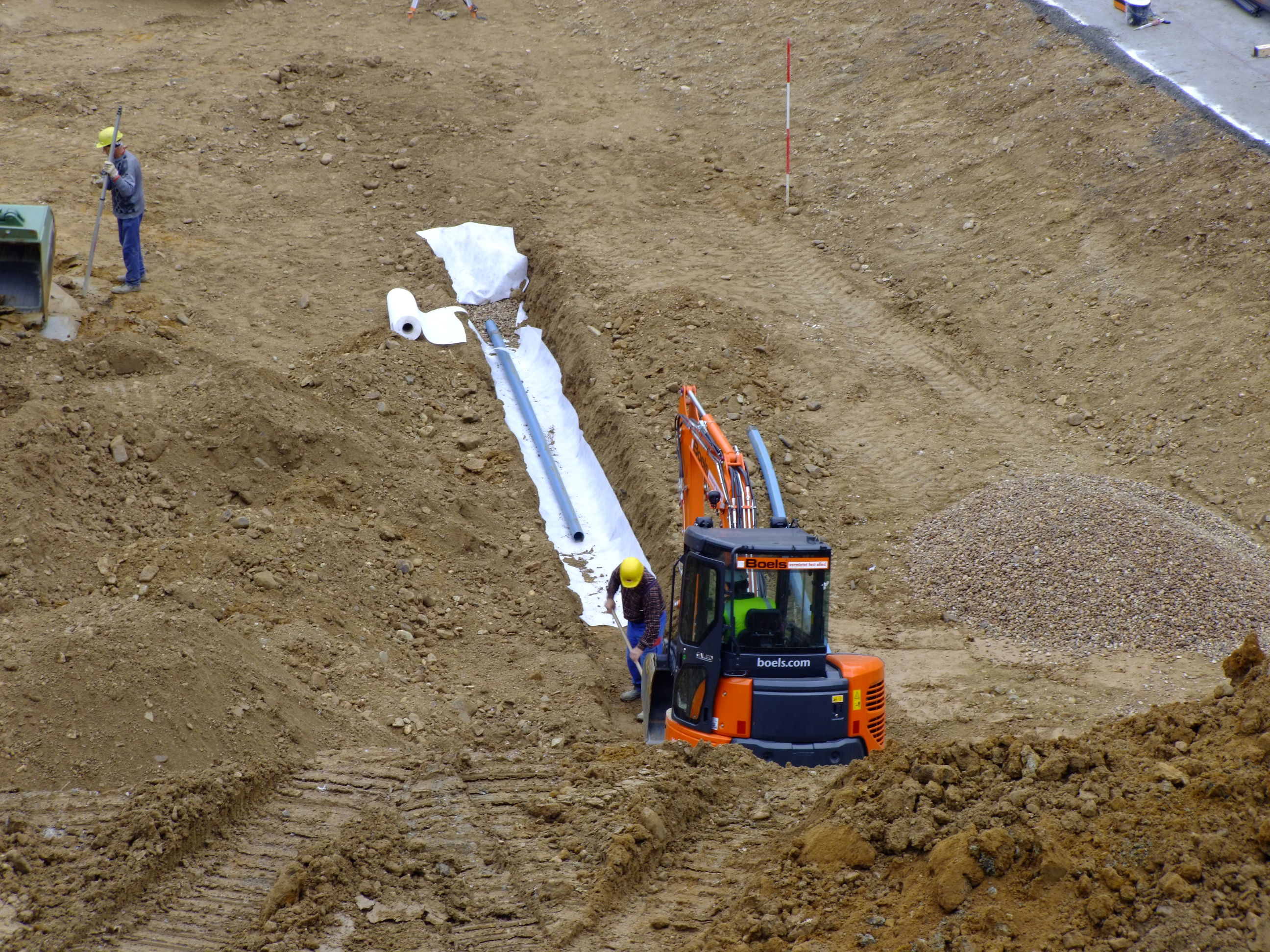
Utläggning av ett täckdike.

Täckdikning innebär att man lägger ner olika typer av kanalisation i marken (täckdiken) för att leda bort överskottsvatten. Man brukar skilja på systemtäckdikning, kompletteringsdikning och behovstäckdikning. Systemtäckdikning är när man dikar systematiskt med ledningar på jämna avstånd. Vid kompletteringsdikning läggs en ny grenledning mitt emellan två befintliga grenledningar och ansluts till den gamla stamledningen. Behovstäckdikning handlar om att lägga dräneringsledningarna just där det finns behov, det vill säga där det lokalt är blött på fältet. Det kan vara både där dräneringsledningar saknas, eller där man vill förstärka det befintligt dräneringssystem med nya ledningar mellan de befintliga. 

## Förberedelser
En täckdikning anses ofta vara kostsam, men ett väldesignat täckdikessystem varar å andra sidan ofta i 30–50 år eller mer. För att få största möjliga nytta av det nya täckdikessystemet, är det därför lämpligt att i förväg göra en täckdikningsplan.
I den färdiga täckdikningsplanen framgår bl.a. rekommenderad läggningsriktning, dikesavstånd, ledningsfall, läggningsdjup och stamledningarnas dimensioner. Det finns sällan någon anledning att dimensionera grenledningarna. Läggningsdjupet varierar med bl.a. topografi och utloppens placering. Normalt läggningsdjup är ca 1 meter för grenledningar och ca 1,1 meter för stamledningar.
Många lantbrukare anser att täckdikningsplanen är en onödig utgift, men det är i praktiken ett ovärderligt dokument, dels vid utförandet, då rätt dimension hamnar på rätt plats och på rätt djup. Dels som ett dokument för framtida brukare.

## Utförandet

### Maskinell utrustning
Själva nerläggningen sker ofta med en laserstyrd täckdikningsmaskin, som först fräser ett exakt spår för täckdiket (s.k. täckdikesgrav) och sedan lägger ner täckdikesröret i täckdikesgraven. Denna specialmaskin är oftast en kedjegrävare eller en hjulgrävare. Används kokoslindade dräneringsrör, är det lämpligt att använda en dräneringsplog.
Vid steninga förhållanden används ofta en grävmaskin för att skona täckdikningsmaskinen. Grävmaskiner är också lämpliga vid en kompletteringsdikning för att kunna gräva fram gamla stamledningar, liksom vid underhållsrensning av öppna diken och omgrävning av åkerbrunnar.
När dräneringsfiltret består av grus eller sågspån, används en speciell vagn (grusmara) för att få ner filtermaterialet i täckdikesgraven. Det hamnar ofta på lantbrukarens lott att köra grusmaran med sin traktor. Används kokoslindade dräneringsrör, så behövs givetvis inte någon grusmara.

### Nytäckdikning
Av praktiska skäl börjar man vid utloppet och arbetar sig uppåt i det blivande täckdikessystemet. Mynnar stamledningen i ett öppet dike, så börjar man med underhållsrensningen till befintligt djup. Sedan anläggs brunnar, stamledningar och grenledningar i nämnd ordning.
Om det gamla täckdikessystemet ska kasseras (trasas sönder), bör grussilar läggas i varje korsning mellan det nya och det gamla täckdikessystemet.

### Kompletteringsdikning
Vid kompletteringsdikning läggs en ny grenledning mellan två befintliga grenledningar. Då får man börja med att ta fram det gamla täckdikessystemet genom att fräsa ett spår vinkelrätt mot den troliga riktningen på de gamla grenledningarna. I det nygrävda spåret syns spåren från de gamla täckdikena som omgrävningar i marken. Gamla tegelrör kan även sondas fram.
När de gamla grenledningarna har tagits fram, får påkopplingspunkterna på den gamla stamledningen också grävas fram. Sedan knackas ett hål på stamledningen och den nya grenledningen ansluts. Sedan läggs själva grendiket på sedvanligt sätt.
I samband med en kompletteringstäckdikning är det ofta lämpligt att spolrensa de gamla stamledningarna.

## Efterarbete
När fältet är täckdikat, är det lämpligt att efterinmäta de nylagda täckdikena, för att få med eventuella avvikelser från täckdikningsplanen. Trots allt är en täckdikningsplan bara ett förslag, medan en efterinmätning däremot är ett facit. Efterinmätning sker lämpligtvis med en noggrann GPS-mottagare och det gäller att vara noggrann med val av koordinatsystemet.
Täckdikesgravarna får sedan plöjas och harvas igen av lantbrukaren, innan fältet åter kan brukas. När fälten väl är plöjt och harvat, är det för sent att göra en efterinmätning.

## Täckdikessystem
Ett täckdikessystem är ett system av täckdiken. Ett täckdikessystem består av en eller flera grenledningar, en stamledning och eventuellt en eller flera brunnar. Varje enskilt täckdikessystem omfattar ett litet avrinningsområde på åkern.
Vanligtvis är det stamledningens dimension som är den flödesbegränsande faktorn i ett täckdikessystem.

### Stamledning
Stamledningen kallas huvudledningen i till exempel ett täckdikessystem. Stamledningen tar emot överskottsvattnet från grenledningar (se nedan) och leder det vidare till i en brunn eller ett öppet dike.
Då det ofta är stamledningen som begränsar täckdikessystemets totala flödeskapacitet, är det viktigt att dimensionera stamledningen så noggrant som möjligt. Stamledningar bör inte läggas med mindre fall (lutning) än 2 ‰ på grund av risk för igenslamning. Om möjligt bör stamledningarnas läggningsdjup hamna runt 1,10 meter, för att medge ett acceptabelt läggningsdjup för grenledningarna.

### Grenledning
Grenledningen är de minsta ledningarna i ett täckdikessystem. Överskottsvattnet sipprar in i grenledningarna och rinner sedan ut i en stamledning.
Normalt finns det ingen anledning att dimensionera grenledningar, utan deras innerdiameter blir slentrianmässigt 50 mm. Grenledningar bör dock inte läggas med mindre fall (lutning) än 3 ‰ (promille) på grund av risk för igenslamning. Om möjligt bör läggningsdjupet vara cirka 1 meter.
Avståndet mellan grendikena brukar benämnas dikesavstånd.

### Dikesavstånd
Dikesavståndet är avståndet mellan varje grenledning i ett täckdikessystem (se ovan). Lämpligt dikesavstånd bestäms främst av markens vattengenomsläpplighet och det dimensionerande flödet. Det gäller att hålla nere grundvattenytan mellan grenledningarna, den s.k. grundvattenbågen, för att slippa olägenheter som syrgasbrist, ojämn upptorkning, dålig bärighet och så vidare.
Är dikesavståndet för stort, blir upptorkningen ojämn och täckdikessystemet syns som ett tydligt fiskbensmönster. Vid lämpligt täckdikesavstånd syns inget sådant mönster.
Lämpligt dikesavstånd kan beräknas med Hooghoudts formel.

## Juridik i Sverige
Täckdikning är tillåten på jordbruksmark med en maximal ledningsdiameter av 300 mm, så länge inte "allmänna eller enskilda intressen skadas". För täckdikning på annan mark än jordbruksmark samt om allmänna eller enskilda intressen skadas på jordbruksmark, måste en tillståndsansökan om markavvattning skickas in till länsstyrelsen.

## Rörmaterial

### Moderna täckdikesrör
Sedan 1983 används nästan uteslutande täckdikesrör av plast inom åkermarksdräneringen, där plasten antingen är PVC eller polyeten. De medger en betydligt billigare och rationellare nerläggning jämfört med andra varianter av rör. Plaströren kom i mitten på 1960-talet och konkurrerade successivt ut de då dominerande tegelrören.  Plaströren har vanligtvis slitsar, där överskottsvattnet kan sippra in. För jordar med betydande rostutfällningar eller kalkutfällningar, används täckdikesrör med extra stora slitsar för att försvåra igensättningar.

### Historiska täckdikesmaterial
Tidigare tillverkades täckdiken av flera olika material. Inte sällan användes lokalt lättillgängligt naturmaterial, till exempel stenar, lera, trä och torv.

#### Tegelrör
Täckdikesrör av tegel introducerades i Sverige på 1830-talet av Edward Nonnen på Degeberg  och dominerare marknaden under lång tid. Tegelrören tillverkades på flera olika tegelbruk i Sverige. Under 1970-talet konkurrerades tegelrören successivt ut av plaströren och tillverkningen slutade 1983! Tegelrören var korta och hade inga slitsar. Överskottsvattnet kom in i ledningarna via det mellanrum, som alltid fanns mellan två angränsade tegelrör.

#### Stendiken
Stendiken finns i åtminstone två olika varianter, stensilsdike och stenrörsdike. Stensilsdiken är i princip en stensil, som dras ut på längden. Stensilsdiken kräver en god tillgång på cirka 5–15 cm stora stenar i närområdet. Stenarna övertäcktes sedan med grästorvor.
Stenrörsdiken består av en bred bottensten, två smalare stenar för väggar och sedan åter en bred sten som lock. Mellanrummen tätas sedan med mossa. Stenrörsdiken är ganska vanliga på stenrika platser i Halland.

#### Trätäckdiken
Täckdiken av trä fanns i flera olika varianter, till exempel risdiken och trärörsdiken.  Trätäckdiken var mycket vanliga vid nyodling av skogskärr, då råmaterialet redan fanns i överflöd på platsen. Rätt utfört kan trätäckdiken ha en mycket lång livslängd innan de förmultnar, 40–50 år är inte ovanligt.

#### Torvdiken
Diket täcktes med sega och oförmultnade torvor. Torvdiken var vanliga vid uppodling av öppna myrar, på den tiden sådant var vanligt förekommande.

## Filter
Runt varje täckdike bör det finnas ett ordentligt dräneringsfilter. Filtret ska dels öka inströmningshastigheten till täckdiket, dels skydda täckdiket mot inslamning av framför allt grovmo. 
Idag är tre olika filtermaterial aktuella vid täckdikning: grus, sågspån och kokos. Grusfilter är vanligast. Sågspån används främst vid risk för rostutfällningar och kokosfilter rationaliserar främst själva täckdikningen. 

## Täckdikningens positiva effekter på växtodlingen
Täckdikningen har en mycket positiv inverkan på åkerbruk och växtodling. Utan en systematisk täckdikning vore det inte möjligt att odla de bästa jordarna i Sverige.  Detta har varit väl känt sedan länge, vilket följande citat visar:
Den tyska jordbruksaposteln Albrecht Daniel Thaer skrev redan 1813 att "En överflödig och skadlig fuktighetsavledande är ett av de viktigaste föremålen för åkerbruket. Det måste föregå all annan högre odling som därav är i dikningsbehov. 
Jordbruksaposteln George Stephens kontaterade redan 1835 att "avdikning är i sanning modern till all annan förbättring av jorden. 

### Minskad risk för syrgasbrist i rotzonen
På en väldränerad mark minimeras risken för syrgasbrist i rotzonen. Alla svenska grödor är s.k. höglandsväxter och således mycket känsliga för långvarig syrgasbrist i rotzonen. 
Då diffusionen av syrgas är cirka 10 000 gånger högre i luft än i vatten, får rötterna inte tillräckligt med syrgas under vattenmättade förhållanden (med stillastående markvatten), varpå plantan försvagas och slutligen dör. Det är alltså syrgasbristen i sig och inte själva vattenmättnaden som knäcker en höglandsväxt. Alla höglandsväxter kan odlas i en s.k vattenkultur.[källa behövs]

### Ökar möjligheten för växterna att överleva en torrperiod
I en väldränerad jord kan växterna utveckla djupa rotsystem. Det beror på att dränering sänker grundvattenytan lokalt och det utrymme som finns tillgängligt för växtrötterna, utrymmet mellan grundvatten och markytan, ökar. Växter som har djupare rötter är mer torktåliga eftersom de har tillgång till en större del av markens växttillgängliga vattnet. 

### Effekter på vårsäd
En av de tydligaste effekterna av en bra täckdikning är att lantbrukaren kan påbörja vårbruk och sådd betydligt tidigare.[källa behövs] Detta gör att grödan kommer igång innan ogräsen hinner ta överhanden. Därmed minskar behovet av ogräsbekämpning. Därmed blir grödan friskare och står bättre emot angrepp från växtsjukdomar och växtskadegörare. En minskad användning av pesticider är positivt ur miljösynpunkt.

### Effekter på höstsäd och vall
För höstsäd och vall leder en bra täckdikning till minskad utvintring, varpå lantbrukaren slipper så in de utvintrade bestånden med vårsäd. Utvintrade fläckar på vallar är svårare att så in, så dessa blir lätt ogräshärdar. Vallogräsen har oftast lägre näringsvärden än vallväxterna och är inte lika välsmakande för djuren.
Grödan blir sundare och konkurrerar lättare med ogräs, samt motstår lättare angrepp från växtsjukdomar och växtskadegörare. 

### Effekter på växtföljden
Då en bra dränering leder till minskad utvintring i vall och höstsäd, blir det möjligt att ha mer varierade växtföljd.
Det blir också möjligt att ha ärter i växtföljden. På dåligt dränerade jordar angrips ofta ärter av ärtrotröta och vissnar ner. Ärter är ju extra viktiga i det ekologiska lantbruket, då ärter lever i symbios med kvävefixerande Rhizobium-bakterier. 
Det blir också lättare att odla specialgrödor och ta fram speciella kvalitéer (till exempel maltkorn), som ger mer betalt jämfört med standardkvaliteten.

### Effekter på åkermarken
Då en väl täckdikad jord torkar upp snabbare, vilket minskar risken för markpackning. Det innebär bl.a. att det krävs mindre antal överfarter, för att åstadkomma ett bra såbruk.
Lerjordar spricker upp vid torka. I dessa sprickor kan växtrötterna lätt tränga ner och suga upp vatten från lerkolloiderna. En väl täckdikad lerjord får ett betydligt större spricksystem och då får grödan ett större rotdjup, vilket leder till att den totala mängden växttillgängligt vatten faktiskt ökar i markprofilen.  De styva lerjordarnas värde som odlingsjord beror i hög grad på hur man lyckats lösa avvattningsproblemet. 
Markens infiltrationsförmåga ökar, vilket minskar risken för ytvattenavrinning och tillhörande erosionsskador.

### Effekter på lantbrukarens ekonomi
En bra dränering leder till färre överfarter, mindre bekämpningsbehov, högre skörd, bättre kvalitet och betydligt större valfrihet i växtodlingen. Allt detta gynnar lantbrukarens ekonomi.

## Miljöpåverkan

### Hydrologisk påverkan
Årsavrinningen minskar på täckdikad mark, vilket beror på en ökad transpiration från växterna. Däremot sker avrinningen betydligt intensivare ner till fältkapacitet. I områden med mycket täckdikad mark, kan detta leda till extremt höga men korta vårfloder samt mycket låga sommarflöden i vattendragen. Kraftiga svängningar i vattendragens vattenstånd resulterar ofta i kraftigt störda ekosystem.

### Flora och fauna
De snabba flödessvängningarna i vattendragen som dikade marker ger upphov till kan leda till att stora mängder partiklar frigörs och grumlar vattnet. De grumlande partiklarna utgörs ofta av lera eller silt. När partiklarna sedimenterar sätter de igen lekbottnar för fisk som öring och lax och uppväxtbottnar för flodpärlmusslan. [källa behövs] Flera insektsarter kräver även de klart vatten för att överleva.

### Växtnäringsläckage
Genom att snabba på transporten av överskottsvattnet och däri lösta växtnäringsämnen från marken, kan täckdikning indirekt bidra till övergödningen av hav och sjöar. Detta kan dock ofta motverkas av att grödan tar upp mer växtnäring, vilket minskar mängden kvarvarande växtnäring som kan lakas ut. Dessutom minskar årsavrinningen från åkern, vilket i sig leder till minskad kväveläckage. 
Då en väl fungerande täckdikning minskar ytvattenavrinningen, minskar också erosionen och därmed läckaget av partikelbunden fosfor från täckdikade åkrar.

### Avgaser från lantbruket
En jämnare upptorkning medger att hela skiftet kan brukas samtidigt, vilket är både rationellt och minskar koldioxidutsläppen. Minskat antal överfarter ger även det en effektivisering av maskinanvändningen och därmed koldioxidutsläppen.
Att ersätta tegdiken (öppna diken) med täckdiken har gjort fälten betydligt rationellare att bruka, vilket har minskat koldioxidutsläppen. Idag är det dock inte längre tillåtet att lägga igen öppna diken.

## Juridik
Generellt sett är dikning i Sverige hårt reglerad i både miljöbalken och restvattenlagen, där dikning ofta (men inte alltid) räknas som markavvattning. 
För jordbruksmark är dock täckdikning fullt tillåten, så länge ledningsdiametern inte överstiger 300 mm och inte "allmänna eller enskilda intressen skadas". 
För golfbanor och andra anläggningar kan det dock krävas tillstånd för nytäckdikning.